# ZŤS Košice (basketbal)
ZŤS Košice (celým názvem: Telovýchovná jednota Závody ťažkého strojárstva Košice) byl československý basketbalový klub, který sídlil v Košicích ve Východoslovenském kraji. Klubové barvy byly modrá a žlutá.
Založen byl v roce 1951 společně s ostatními oddíly nově založeného továrního klubu VSS Košice. Mužský oddíl působil na přelomu padesátých a šedesátých let dvacátého století v nejvyšší soutěži mužů. Výraznějších úspěchů v nich nedokazoval. Za to ženský oddíl patřil především v osmdesátých letech k tradičnímu medailovému aspirantovi soutěže. V roce 1992 došlo k fúzi basketbalového oddílu s městským rivalem Lokomotívou Košice z důvodu zkvalitnění košického basketbalu.

## Historické názvy
Zdroj: 
- 1951 – ZSJ VSS Košice (Závodná sokolská jednota Východoslovenské strojárne Košice)
- 1952 – TJ Spartak Košice VSS (Telovýchovná jednota Spartak Košice Východoslovenské strojárne)
- 1956 – fúze s TJ Spoje Košice ⇒ TJ Spartak Košice (Telovýchovná jednota Spartak Košice)
- 1957 – znovu oddělení ⇒ název nezměněn
- 1957 – fúze s TJ Slavoj Košice ⇒ TJ Jednota Košice (Telovýchovná jednota Jednota Košice)
- 1962 – TJ VSS Košice (Telovýchovná jednota Východoslovenské strojárne Košice)
- 1979 – TJ ZŤS Košice (Telovýchovná jednota Závody ťažkého strojárstva Košice)
- 1990 – TJ Jednota ZŤS Košice (Telovýchovná jednota Jednota Závody ťažkého strojárstva Košice)
- 1991 – TJ Jednota VSS Unimex Košice (Telovýchovná jednota Jednota Východoslovenské strojárne Unimex Košice)
- 1992 – fúze s BK Lokomotíva Košice ⇒ zánik

## Umístění v jednotlivých sezonách

### Umístění mužů
Zdroj: 
Legenda: ZČ – základní část, červené podbarvení – sestup, zelené podbarvení – postup, fialové podbarvení – reorganizace, změna skupiny či soutěže
| Československo (1955 – 1965) |                       |           |         |           |          |
| Sezóna                       | Název v ročníku       | Úroveň    | Soutěž  | ZČ        | Play-off |
| 1955/56                      | TJ Spartak Košice VSS | 1. úroveň | 1. liga | 7. místo  |          |
| 1956/57                      | TJ Jednota Košice     | 1. úroveň | 1. liga | 7. místo  |          |
| 1957/58                      | TJ Jednota Košice     | 1. úroveň | 1. liga | 7. místo  |          |
| 1958/59                      | TJ Jednota Košice     | 1. úroveň | 1. liga | 9. místo  |          |
| 1959/60                      | TJ Jednota Košice     | 1. úroveň | 1. liga | 8. místo  |          |
| 1960/61                      | TJ Jednota Košice     | 1. úroveň | 1. liga | 8. místo  |          |
| 1961/62                      | TJ VSS Košice         | 1. úroveň | 1. liga | 11. místo |          |
| 1962/63                      | TJ VSS Košice         | 1. úroveň | 1. liga | 7. místo  |          |
| 1963/64                      | TJ VSS Košice         | 1. úroveň | 1. liga | 9. místo  |          |
| 1964/65                      | TJ VSS Košice         | 1. úroveň | 1. liga | 13. místo | Sestup   |

### Umístění žen
Zdroj: 
Legenda: ZČ – základní část, červené podbarvení – sestup, zelené podbarvení – postup, fialové podbarvení – reorganizace, změna skupiny či soutěže
| Československo (1957 – 1992) |                              |           |         |           |                                             |
| Sezóna                       | Název v ročníku              | Úroveň    | Soutěž  | ZČ        | Play-off                                    |
| 1957/58                      | TJ Jednota Košice            | 1. úroveň | 1. liga | 11. místo | Sestup                                      |
| …                            |                              |           |         |           |                                             |
| 1960/61                      | TJ Jednota Košice            | 1. úroveň | 1. liga | 12. místo | Sestup                                      |
| …                            |                              |           |         |           |                                             |
| 1973/74                      | TJ VSS Košice                | 1. úroveň | 1. liga | 10. místo | Sestup                                      |
| …                            |                              |           |         |           |                                             |
| 1976/77                      | TJ VSS Košice                | 1. úroveň | 1. liga | 8. místo  | Sestup                                      |
| …                            |                              |           |         |           |                                             |
| 1978/79                      | TJ VSS Košice                | 1. úroveň | 1. liga | 6. místo  |                                             |
| 1979/80                      | TJ ZŤS Košice                | 1. úroveň | 1. liga | 5. místo  |                                             |
| 1980/81                      | TJ ZŤS Košice                | 1. úroveň | 1. liga | 5. místo  |                                             |
| 1981/82                      | TJ ZŤS Košice                | 1. úroveň | 1. liga | 4. místo  |                                             |
| 1982/83                      | TJ ZŤS Košice                | 1. úroveň | 1. liga | 6. místo  |                                             |
| 1983/84                      | TJ ZŤS Košice                | 1. úroveň | 1. liga | 5. místo  | Play-out (1. místo)                         |
| 1984/85                      | TJ ZŤS Košice                | 1. úroveň | 1. liga | ?. místo  | Zápas o 3. místo (prohra)                   |
| 1985/86                      | TJ ZŤS Košice                | 1. úroveň | 1. liga | ?. místo  | Zápas o 3. místo (výhra)                    |
| 1986/87                      | TJ ZŤS Košice                | 1. úroveň | 1. liga | ?. místo  |                                             |
| 1987/88                      | TJ ZŤS Košice                | 1. úroveň | 1. liga | ?. místo  |                                             |
| 1988/89                      | TJ ZŤS Košice                | 1. úroveň | 1. liga | ?. místo  | Zápas o 3. místo (prohra)                   |
| 1989/90                      | TJ ZŤS Košice                | 1. úroveň | 1. liga | ?. místo  | Zápas o 3. místo (prohra)                   |
| 1990/91                      | TJ Jednota ZŤS Košice        | 1. úroveň | 1. liga | 3. místo  | Zápas o 3. místo (výhra)                    |
| 1991/92                      | TJ Jednota VSS Unimex Košice | 1. úroveň | 1. liga | 2. místo  | Finále; po sezóně fúze s Lokomotívou Košice |